# 阿爾邦冰川
64°13′S 59°42′W / 64.217°S 59.700°W

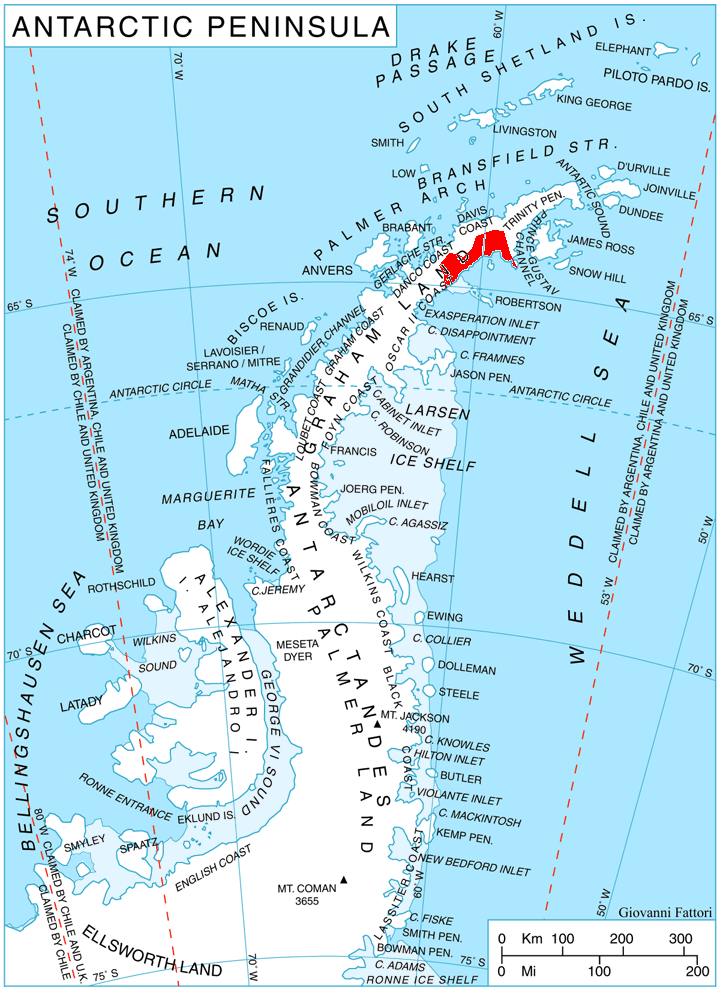

阿爾邦冰川是南極洲的冰川，位於葛拉漢地，發源自底特律高原，以英國拖拉機設計師命名，該冰川根據英國探險隊的測量被繪入地圖。

## 外部連結
- SCAR Composite Antarctic Gazetteer（页面存档备份，存于）.